# Chèvre d'Ozo
Le fromage de chèvre d'Ozo est un fromage belge produit à Ozo, petit village de la commune de Durbuy en province de Luxembourg.

## Chèvrerie
La chèvrerie d'Ozo existe depuis le milieu des années 1980. Elle est située à Ozo entre Bomal et Izier, aux confins des premiers contreforts ardennais et de la bande calcaire de la Calestienne.
Les chèvres alpines chamoisées sont nourries au foin des prairies de la chèvrerie. Un fromage fermier au lait cru frais ou fleuri est alors élaboré dans le respect de la tradition mais en respectant strictement les normes d'hygiène et de modernité.
En 2018, la chèvrerie est labélisée comme élément du Géoparc Famenne-Ardenneaire protégée par l'UNESCO.

## Produits
Il existe des fromages de la chèvrerie d'Ozo affinés :
- crottin affiné,
- crotte de Bomal,
- bûche cendrée,

et frais : 
- petit frais,
- crottin frais, médaille d'or du concours “ Fromages de chez nous ” de l’Agence wallonne pour la promotion d'une agriculture de qualité en 2012[2],
- bûche nature,
- bouchées apéritives,
- cœurs d'Ozo,
- pavé nature ou cendré.

Parmi les fromages frais, le plus connu est le petit frais qui peut être nature ou recouvert d'un des 13 ingrédients suivants : poivre blanc, herbes de Provence, lavande, poivrons, ciboulette, échalote (photo), bruschetta, olives, pesto, cannelle, noix, rose, printemps, poireaux, petit Ozo des bois et spéculoos. Il a un poids net de 120 grammes.